# Oldsmobile Intrigue
Oldsmobile Intrigue ― середньорозмірний седан, який випускався з 1997 по 2002 рік компанією Oldsmobile. Дизайн Intrigue вперше представлений в 1995 році на автомобілі-концепті Oldsmobile Antares, який був представлений у виробничій формі в січні 1996 року на Північноамериканському міжнародному автосалоні. «Інтрига» була першою жертвою в процесі поступового припинення Олдсмобіля.

## Опис

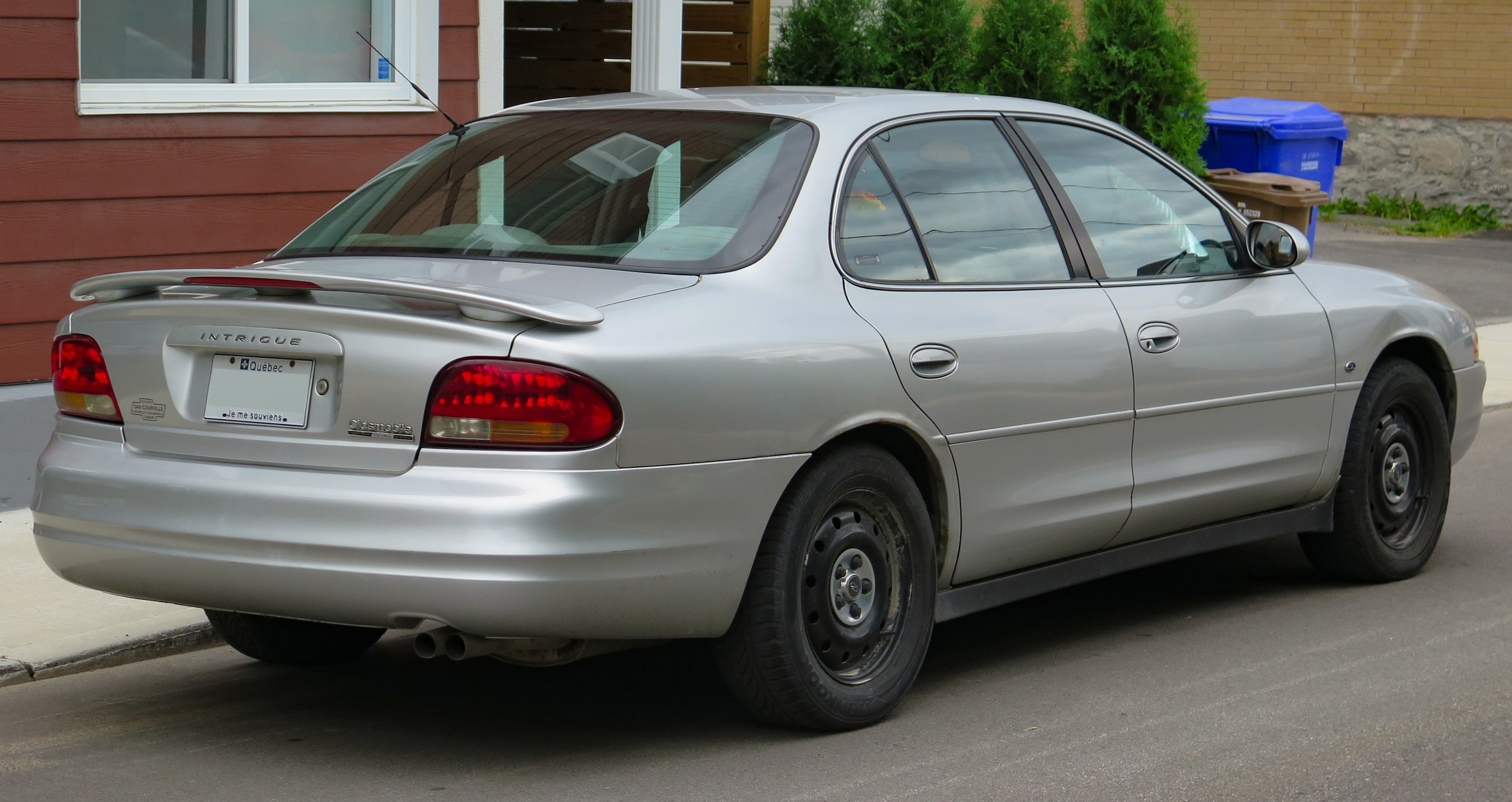

Oldsmobile Intrigue була представлена 5 травня 1997 року як модель 1998 року. Інтрига замінила Oldsmobile Cutlass Supreme. Автомобіль повинен був конкурувати з японськими автомобілями.
Інтрига була сильно натхненна концепцією Oldsmobile Aurora та концепцією Oldsmobile Antares 1995 року.
Oldsmobile Intrigue була доступна у трьох рівнях виконання: базовий GX, середній рівень GL та високий клас GLS. Всі моделі були оснащені стандартними функціями, такими як потужний V6, антиблокувальні гальма, підвіска на чотири колеса, подвійні передні подушки безпеки та аксесуари з повною потужністю. Оздоблення GL включало в себе 6-ти сторонне сидіння з регульованою потужністю водія, 6-динамічну аудіосистему, фоналі та двозонний автоматичний клімат-контроль. Вершина GLS додала 6-ти сторонне силове переднє пасажирське сидіння, штучне оздоблення салону з дерев’яним зерном, аудіо управління рульовим колесом, шкіряні сидіння, повнофункціональний контроль тяги та шестимовна звукова система Bose.
Всі інтриги були побудовані на заводі GM Fairfax у місті Канзас-Сіті, штат Канзас, де також був побудований Pontiac Grand Prix (Buick Century і Regal, та Chevrolet Impala і Monte Carlo виготовлялись в Ошава, Онтаріо, Канада). Для модельного 1999 року був представлений новий двигун DOHC 3,5 л V6, заснований на Cadillac Northstar V8, який отримав прізвисько "Shortstar". Двигун об'ємом 3,5 л став стандартним для 2000 року, що дало Intrigue найпотужніший стандартний двигун будь-якого автомобіля W-body.
Іншим ексклюзивом став стандартний спідометр на 140 миль/год. З пакетом Autobahn Intrigue оснащений 12-дюймовими передніми гальмовими роторами, будучи першим корпусом 2-го покоління, який включив більші гальма. Для моделей 1998-99 років пакет Autobahn складався з 3,29 диференціального співвідношення проти стандартних шин 3,05, шини H, 12-дюймові передні гальма з керамічними накладками та обмежувач швидкості на 128 миль/год. У 2000 році він був перейменований на Precision Sport Package, який включав все, що входить до пакету Autobahn, за винятком більших 12-дюймових передніх гальмівних роторі в, і додав систему управління точністю (також відому як Контроль стабільності автомобіля (VSC)). Автомобілі видання Intrigue Final 500 Collector's Edition вийшли в унікальній фарбі Dark Cherry Metallic і мали хромовані колеса 17x7,5 дюйма в стилі Aurora.
14 червня 2002 року фінальна Oldsmobile Intrigue зійшла з конвеєра як частина Final 500 Collectors Edition.

## Двигуни
- 3.8 L L36 OHV V6 195 к.с. при 5200 об/хв
- 3.5 L LX5 DOHC V6 215 к.с. при 5600 об/хв